# Charly Moussono
Charly Moussono (Libreville, 15 de novembro de 1984) é um futebolista profissional gabonense que atua como defensor.

## Carreira
Charly Moussono fez parte do elenco da Seleção Gabonense de Futebol na Campeonato Africano das Nações de 2012.